# Praça de Sant Jaume

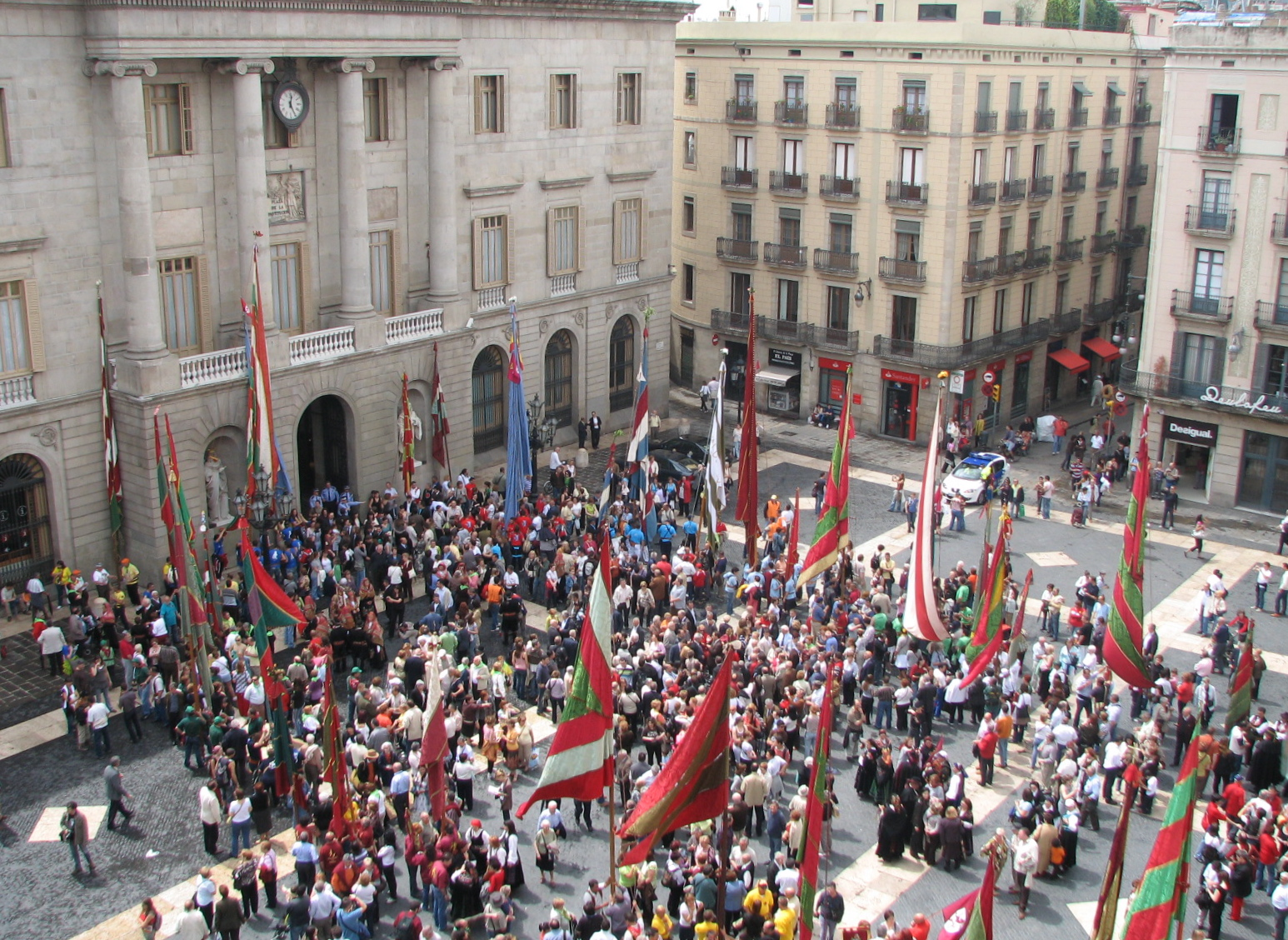
Manifestação popular na praça, em frente à Casa da Cidade de Barcelona

A Praça de Sant Jaume ou Praça de São Jaime (em catalão:  Plaça de Sant Jaume; em castelhano Plaza San Jaime),  é uma das principais da cidade de Barcelona, capital da Catalunha, e o centro administrativo da cidade. Situada no coração da urbe, no centro da antiga colónia Barcino, nela se encontram o Palácio da Generalidade da Catalunha e a Casa da Cidade de Barcelona.
De enorme valor histórico, a sua configuração atual é relativamente recente, de princípios do século XIX, quando se construiu a nova fachada da Casa da Cidade e se derrubou a antiga Igreja medieval, que deu nome à praça. O seu nome atual deve-se à igreja paroquial de São Jaime, edifício que desde a época medieval ocupava o lugar da praça. À fachada que precedia o templo é onde o conselho da cidade se reunia antes de comprar as casas que seriam a futura sede da instituição, à vizinha rua da Cidade. Foi demolida em 1823, tal como as casas do Veguer (administrador provincial) e do Batllia (mestre da Ordem do Templo), para abrir a rua Ferran e a praça, com o aspeto que tem hoje em dia. 
Também foi denominada praça da Constituição em vários momentos históricos, como a Revolução Liberal, e este nome figurou numa placa à fachada do Município, até a sua retirada em 2013. Durante a Segunda República o nome oficial foi praça da República. O nome popular e coloquial, sempre foi plaça de Sant Jaume.
É muito frequentada por turistas.